# Johnny (album)
Pour les articles homonymes, voir Johnny.
Albums de Johnny Hallyday
Johnny Acte II
(2021)
Johnny est une compilation posthume de Johnny Hallyday, sorti le 25 octobre 2019, qui rassemble douze anciens enregistrements de l'artiste (issus de sa période Philips 1961-2005), remixés avec de nouveaux arrangements symphoniques sous la direction d'Yvan Cassar. 
L'opus rencontre un succès important et signe le meilleur démarrage de l'année en France.

## Autour du disque
Référence originale :
- CD Panthéon Mercury Universal Music France 0808239

Le 1er décembre 2023, sort le coffret double CD-DVD Johnny Hallyday Symphonique (référence originale : Fontana Panthéon Mercury Universal 5871483), compilant les albums Johnny et (sa suite, parue en 2021) Johnny Acte II.
Le CD 1 propose, outre les 13 titres de l'album Johnny (voir section ci-dessous), 4 nouveaux titres, dont un totalement inédit Grave-moi le cœur :
| No | Titre                              | Paroles                                | Musique                   | Durée |
| -- | ---------------------------------- | -------------------------------------- | ------------------------- | ----- |
| 1. | Gabrielle (The King Is Dead)       | Long Chris, Patrick Larue (adaptation) | Tony Cole (musician) (en) | 3:39  |
| 2. | Grave-moi le cœur (Love Me Tender) | Jean Fauque (adaptation)               | Elvis Presley, V. Matson  | 3:38  |
| 3. | J'ai oublié de vivre               | Pierre Billon                          | Jacques Revaux            | 4:49  |
| 4. | Derrière l'amour                   | Pierre Delanoë                         | Toto Cutugno              | 4:20  |

Grave-moi le cœur est enregistré par Johnny Hallyday durant les répétitions du concert à Las Vegas le 26 novembre 1996 et est resté totalement inédit à la scène et au disque jusqu'en décembre 2023,. Il s'agit, après Amour d'été, enregistrée en 1967 (album Johnny 67), de la seconde adaptation par Johnny Hallyday de la balade d'Elvis Presley Love Me Tender.
Le CD 2 en plus des 13 titres au programme du disque Johnny Acte II, contient un quatorzième morceau, Allumer le feu (Zazie - Pascal Obispo, Pierre Jaconelli / 7:00), enregistré en public lors de la tournée Johnny Symphonique Tour, à Nice, le 10 décembre 2022, sur la scène de l'Apollon, avec l'orchestre Philharmonique de Nice,,.
Le DVD propose la captation du Symphonique Tour à Nice en décembre 2023.

## Liste des titres
| No  | Titre                      | Paroles              | Musique              | Durée |
| --- | -------------------------- | -------------------- | -------------------- | ----- |
| 1.  | Intro - Que Je T'aime      |                      | Yvan Cassar          | 1:18  |
| 2.  | Que je t'aime              | Gilles Thibaut       | Jean Renard          | 3:52  |
| 3.  | Diego, libre dans sa tête  | Michel Berger        | Michel Berger        | 3:19  |
| 4.  | Quelque chose de Tennessee | Michel Berger        | Michel Berger        | 4:13  |
| 5.  | Sur ma vie                 | Charles Aznavour     | Charles Aznavour     | 3:58  |
| 6.  | L'Envie                    | Jean-Jacques Goldman | Jean-Jacques Goldman | 4:22  |
| 7.  | Sang pour sang             | Eric Chemouny        | David Hallyday       | 4:01  |
| 8.  | Vivre pour le meilleur     | Lionel Florence      | David Hallyday       | 4:28  |
| 9.  | Marie                      | Gérald De Palmas     | Gérald De Palmas     | 3:47  |
| 10. | Le Chanteur abandonné      | Michel Berger        | Michel Berger        | 4:17  |
| 11. | Requiem pour un fou        | Gilles Thibaut       | Gérard Layani        | 5:45  |
| 12. | M'arrêter là               | Didier Golemanas     | Daniel Seff          | 3:18  |
| 13. | Non, je ne regrette rien   | Michel Vaucaire      | Charles Dumont       | 3:07  |

## Réception

### Réception commerciale
En France, le premier tirage prévu comptait 100 000 albums. Cependant, deux semaines avant la sortie de l'opus, la maison de disque prévoit de mettre en place entre 200 000 et 300 000 albums. Au bout de trois jours d'exploitation, Johnny atteint près de 100 000 unités (incluant 97 425 ventes physiques et téléchargements),. À titre de comparaison, Mon Pays c'est l'amour, le dernier album studio original du chanteur, sorti en octobre 2018, s'était écoulé à plus de 631 000 unités dans un même laps de temps. À la vue de ces chiffres, le label décide de mettre en place dans les magasins 300 000 exemplaires physiques. Au cours de sa première semaine, l'album s'écoule à 149 576 ventes (incluant 145 507 physiques). Cela lui permet d'entrer en tête du classement hebdomadaire français et de réaliser le meilleur démarrage de l'année devant les Enfoirés. Il reçoit un disque de platine. Lors de sa deuxième semaine, le titre reste en tête du classement hebdomadaire avec 57 173 unités (chiffre incluant le streaming, les téléchargements et près de 56 600 ventes physiques). L'album dépasse ainsi le cap du disque double platine (200 000 unités). Lors de la troisième semaine, l'opus s'écoule à 43 500 exemplaires (physiques et téléchargements) pour une seconde place au classement des ventes hors streaming. Il est classé derrière Les Vieilles Canailles Le Live auquel Johnny Hallyday a participé. Selon le site Pure Charts, l'album est en 3 semaines le titre le plus vendu de l'année hors streaming avec près de 249 000 ventes physiques et digitales . 
En Belgique, l'album entre dans les deux classements régionaux hebdomadaires: à la première place et à la 42e respectivement en Wallonie et en Flandre. La seconde semaine, l'opus est toujours en tête en Wallonie, mais sort du Top 100 en Flandre. Lors de la semaine 3, le titre perd respectivement 2 et 4 places dans les classements,.  
En Suisse, l'album débute à la seconde place du classement hebdomadaire. Ensuite, il descend à la troisième position. En Romandie, l'opus atteint la première place lors de sa première semaine et y reste la deuxième.  
Selon le site allemand Mediatraffic, l'album se classe 3e au classement mondial lors de sa première semaine d'exploitation avec 162 000 unités. La semaine suivante, l'opus s'écoule à 70 000 autres unités pour une 8e place au classement. Mi-novembre 2019, l'album s'est vendu à plus de 255 500 unités.

## Classements et certifications
| Classement (2019)            | Meilleure place |
| ---------------------------- | --------------- |
| France (SNEP)                | 1               |
| Suisse (Schweizer Hitparade) | 2               |
| Belgique (Flandre Ultratop)  | 42              |
| Belgique (Wallonie Ultratop) | 1               |

| Région                                                                                                 | Certification | Ventes/Streams |
| --- | ------------- | -------------- |
| France (SNEP)                                                                                          | 3 × Platine   | 100 000*       |
| *Ventes selon la certification ^Mise en rayon selon la certification xNon précisé par la certification |               |                |